# João Vário
João Vário (Mindelo,  São Vicente, 7 de Junho de 1937 — Mindelo,  São Vicente, 7 de Agosto de 2007), principal pseudónimo de João Manuel Varela, que também assinou como Timóteo Tio Tiofe e Geuzim Té Didial, foi um escritor, neurocientista, cientista e professor cabo-verdiano.
Estudou medicina nas universidades de Coimbra e de Lisboa e doutorou-se na universidade de Antuérpia, na Bélgica, onde foi investigador e professor de neuropatologia e neurobiologia. Ao jubilar-se, regressou à sua Mindelo natal.

## Obras
Deixou uma obra poética extensa, mas ainda pouco conhecida do grande público. Foi muito influenciado pela cultural ocidental, tendo como referências Saint-John Perse, T. S. Eliot, Ezra Pound, Aimé Césaire, Dante e a própria Bíblia.
- Exemplos 1-9, de João Vário, volume que reúne os Exemplos Geral (1966), Relativo (1968), Dúbio (1975), Próprio (1980), Precário (1981), Maior (1985), Restreint (1989), Irréversible (1989), e Coevo (1998).
- O Primeiro e o Segundo Livros de Notcha (poesia), de Timóteo Tio Tiofe.
- Contos da Macaronésia, de G. T. Didial.
- O Estado impenitente da Fragilidade (romance), de G. T. Didial.